# Agence télégraphique suisse
Pour les articles homonymes, voir ATS.
 (octobre 2023).
Si vous disposez d'ouvrages ou d'articles de référence ou si vous connaissez des sites web de qualité traitant du thème abordé ici, merci de compléter l'article en donnant les références utiles à sa vérifiabilité et en les liant à la section « Notes et références ».
L'Agence télégraphique suisse (ATS, Schweizerische Depeschenagentur/SDA en allemand et Agenzia telegrafica svizzera/ATS en italien) est la principale agence de presse de Suisse. Fondée le 25 septembre 1894 par les principaux journaux suisses de l'époque, l'entreprise est une société anonyme occupant 180 personnes qui assurent la diffusion d'environ 175 000 dépêches par an, 24 heures sur 24.

## Historique

### Création
Avant la création de l'agence, le marché de la presse écrite suisse était principalement contrôlé par les agences de presse Havas à Paris et Wolff à Berlin. Pour mettre fin à cette situation, plusieurs journaux, dont le Journal de Genève, la Neue Zürcher Zeitung et Le Bund de Berne, ont créé, en 1893, le Syndicat de journaux suisses pour l'amélioration de leur service télégraphique. Ce syndicat a réussi à rompre l'opposition des grandes agences étrangères. L'ATS a ensuite été fondée en 1894, pour commencer ses activités et délivrer ses premières dépêches le 1er janvier 1895. L'entreprise comptait alors huit journalistes. Sa mission consistait à recevoir les informations des grandes agences allemande, française, italienne et autres, et d'en tirer un service de nouvelles objectif, équilibré, dans lequel les journaux suisses puissent à leur tour faire leur choix.

### Débuts
Dès sa fondation, l'ATS a dû résoudre des problèmes de technique de transmission. Au début du XXe siècle, il n'était pas possible de téléphoner directement de Berne  aux correspondants de Berlin ou de Paris. L'ATS a donc dû installer, en 1906, un bureau bilingue dans la ville frontalière de Bâle.
Elle s'allie en 1927 à l'agence de presse sportive suisse Sportinformation (Si), créée en mars 1922 à Zurich, et renonce ainsi à créer son propre service d'informations sportives,.

### Informations radiophoniques
À partir de 1932, L’Agence télégraphique suisse assumait la pleine responsabilité de la conception et de la réalisation des bulletins d'information radiophoniques dans les trois langues nationales. Cela devait durer jusqu'en 1971 pour la radio suisse alémanique et la radio romande, et jusqu'en 1976 pour la radio suisse italienne. En 1997, le service est réactivé pour faire face à la demande des radios locales. Il sera à nouveau supprimé en 2002 pour des raisons financières.
Depuis 1950, l'ATS offre aussi un Service d'information par téléphone.

### Indépendance
Avant la Première Guerre mondiale, l'ATS collaborait principalement avec Havas et Wolff. Dès le début du conflit, afin de garantir la diffusion d'une information impartiale et objective, elle étend sa collaboration à d'autres agences et traite avec Reuters et Stefani, notamment, indiquant alors sur ses dépêches l'agence source de l'information.
L'ATS renforce sa réputation d'indépendance et d'intégrité durant la Seconde Guerre mondiale, résistant notamment à de lourdes pressions de l'Allemagne nationale-socialiste.

### Intégration de Sportinformation
L'ATS intègre le 1er janvier 2016 l'agence de presse sportive suisse Sportinformation, qui possédait une succursale à Genève depuis 1956. Elle en avait fait une filiale après en avoir acquis la totalité des parts en 1986,

### Fusion

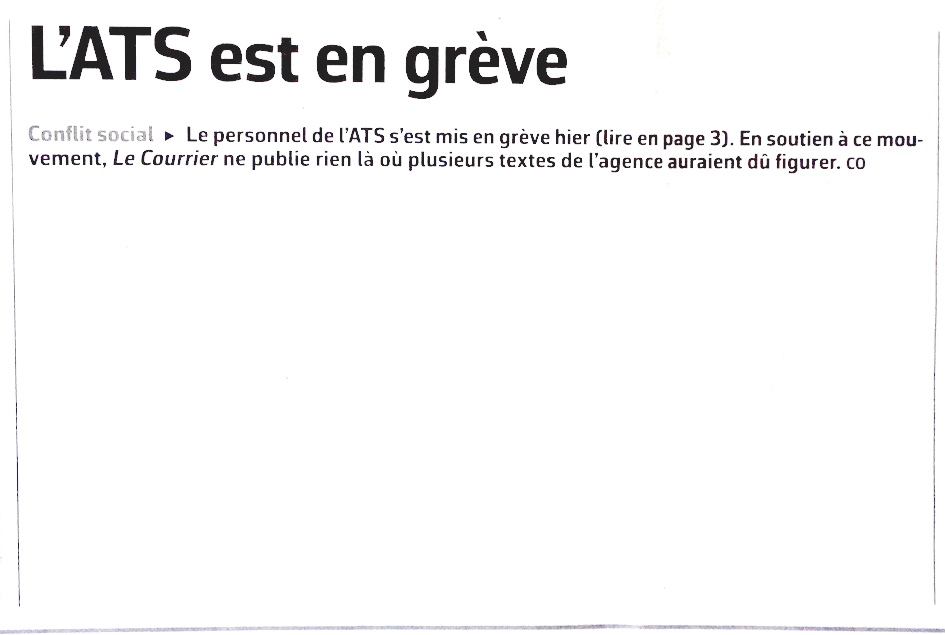
Soutien du Courrier au mouvement de grève de l'ATS, 2018.

Une conférence de presse, le 30 octobre 2017 à Zurich, de l'ATS annonce sa fusion avec l'agence photographique Keystone avec effet au 1er janvier 2018,  fusion approuvée par les organismes de contrôle de la Suisse et de l'Autriche. La nouvelle société ainsi créée a pour actionnaire principal l'APA (30% en 2019).
Le 8 janvier 2018, la suppression de 40 postes sur 180 membres du personnel est annoncée. À la suite de cette restructuration, le personnel se met en grève. En désaccord avec la stratégie, Sandra Jean, directrice des rédactions du Nouvelliste démissionne du conseil d'administration de l'agence le 24 janvier 2018.

## Description
Un siècle plus tard, l'Agence télégraphique suisse reste un instrument commun aux différents médias d'information en Suisse : presse écrite, radio, télévision en sont les seuls actionnaires et les principaux abonnés. L'ATS réalise un chiffre d'affaires de 42 millions de francs.
Les services de l'ATS sont rédigés et distribués 24 heures sur 24 (sauf pour le service en italien) en semaine et le dimanche, dans les trois langues officielles, chaque service étant conçu en fonction des besoins et des souhaits de chaque région linguistique. Environ 175 000 dépêches sont rédigées chaque année.
La rédaction principale de l'ATS et sa direction sont à Berne. Des rédactions régionales sont établies dans toutes les régions de Suisse.
L'ATS a pour règle de donner toutes les informations importantes de la manière la plus rapide et sous la forme la plus objective possible. Elle garantit en outre la diversité des sources des nouvelles étrangères et la couverture systématique de toute l'information nationale et cantonale.
Dans un entretien du 2 octobre 2024, Jann Jenatsch, directeur général adjoint, mentionnait que Keystone-ATS se considère traditionnellement comme un prestataire de services pour les éditeurs et tous les types de médias avec des offres de base dans le domaine du texte et de l'image, de la vidéo et du graphisme, fournissant un approvisionnement de base en dépêches de Suisse et du monde entier 7 jours sur 7, 24 heures sur 24. 